# Alfred Stern (filósofo)
Alfred Stern (Baden, 19 de julho de 1899 — San Juan, 31 de janeiro de 1980) foi um filósofo austro-americano dedicado sobretudo à análise de valores e expressões humanas e sua relação com as ciências, especialmente com relação à historiografia.

## Vida
Alfred Stern desde o início de sua carreira quando lecionava na França e Bélgica dedicou-se ao tema dos valores, se sobressaindo a obra La philosophie des valeurs publicada em Paris em 1936. Durante a Segunda Guerra, serviu as Forças Aliadas como infantaria da armada francesa e em 1942 foi para o México. Recebeu seu doutorado em filosofia e foi professor no Instituto de Tecnologia da Califórnia em Pasadena, na Universidade do Sul da Califórnia em Los Angeles e na Universidade de Porto Rico em Mayagüez. Stern foi ainda premiado com a premiação Ehrenkreuz für Wissenschaft und Kunst.
Seus trabalhos mais famosos são Philosophie du rire et des pleurs e La Philosophe de l'histoire et le probleme des valeurs. Essa última já disponível em cinco idiomas.

## Principais Publicações
- Philosophy du rire et des pleurs. Presses universitaires de France, Paris, 1949;
- Philosophy of history and the problem of values. The Hague: Mouton & Co, 1962;
- Sartre: his philosophy and existential psychoanalysis. New York: Dell Publishing, 1967;
- The Search for meaning: Philosophical Vistas. Memphis: Memphis State University Press, 1971;
- Problemas filosoficos de la ciencia. San Juan: University of Puerto Rico Press, 1976.